# Mongo Sisé
Mongo Sisé of voluit François-Xavier Mongo Awaï Sisé (Leopoldstad (Kinshasa), 12 mei 1948 – aldaar, 31 oktober 2008) was een stripauteur uit Congo-Kinshasa.
Het album Le portefeuille van Mata Mata et Pili Pili, dat hij in 1978 zelf uitgaf, was het eerste Congolese stripalbum. Met een bijdrage in 1980 aan Spirou/Robbedoes was hij ook de eerste Congolese stripauteur van wie werk in Europa verscheen.

## Levensloop
Mongo Sisé werd geboren in Leopoldstad, het latere Kinshasa. Hier studeerde hij aan de Académie des Beaux-Art. Aanvankelijk werkte hij als reclametekenaar. Later begon Mongo Sisé ook strips te tekenen. Van september 1972 tot december 1975 tekende hij de stripreeks Mata Mata et Pili Pili in het tijdschrift Zaïre hebdo. Deze strip werd gebaseerd op twee Congolese filmpersonages uit de jaren 50. In 1978 richtte hij de uitgeverij Mongoproduction op dat een album van Mata Mata et Pili Pili uitgaf.
Na jarenlange brievenwisselingen met Hergé verhuisde hij in 1980 naar de Belgische hoofdstad Brussel, waar hij in Hergés tekenstudio werkte. In datzelfde jaar en later in 1982 verscheen zijn werk tevens in het stripblad Spirou/Robbedoes. Intussen volgde hij ook een tekenopleiding aan de Koninklijke Academie voor Schone Kunsten in Brussel. Verder verscheen ook de stripreeks Bingo, waarvan vier albums van 1981 tot 1984 in het Frans en in het Nederlands werden uitgegeven door het Algemeen Bestuur voor Ontwikkelingssamenwerking (ABOS). Mongo Sisé richtte met de Belg Pierre De Witte de uitgeverij Eur-Af éditions dat een tweede album van Mata Mata et Pili Pili uitgaf.
In 1985 keerde hij terug naar Congo. Hier richtte hij het stripblad Bédé Afrique op, maar dat werd na vier nummers stopgezet. Vervolgens werd Mongo Sisé een docent aan de Académie des Beaux-Art in Kinshasa waar hij onder meer les gaf aan de latere stripauteurs Thembo Kash en Pat Mombili. In 1992 verscheen het album Au secours! van Calao, dat verhalen bevat die getekend werden door meerdere auteurs. Begin de jaren 90 tekende hij voor Mosolo, een tijdschrift van de Nationale Bank van Congo-Kinshasa. In 1998 wijzigde de naam van het tijdschrift in Falanga en werd hij de hoofdredacteur van het tijdschrift. In Falanga verscheen zijn strip Tchinde. In 2001 werd Falanga stopgezet en vervolgens deed hij ander werk bij de Nationale Bank.
- Bibliothèque nationale de France: cb167335974 (data)
- Gemeinsame Normdatei: 1124012621
- International Standard Name Identifier: 0000 0004 1990 4018
- Library of Congress Control Number: no96056836
- Nationale Bibliotheek van Israël: 987007417522005171
- Nederlandse Thesaurus van Auteursnamen: 274158183
- Réseau des bibliothèques de Suisse occidentale: 02-A023150355
- Système universitaire de documentation: 147342627
- Virtual International Authority File: 199090457
- WorldCat: E39PBJwXdDYF6VmHQP4d86v4MP